# Henri Rebour
Henri Rebour (1893-1977) est un Ingénieur horticole français qui fit carrière en Tunisie et Algérie. Il est l'auteur de nombreux livres et articles qui traitent de la production de fruits en climat méditerranéen, notamment les agrumes.

## Biographie
Naissance en  22 octobre 1893 à Lantenay. En 1929, la Revue des agriculteurs de France le donne ingénieur horticole, habitant domaine de Planet, par Saint-Léger-en-Yvelines.
Tunisie. 1935. Conseiller agricole à la Direction de l'agriculture de Tunis. Office de l'expérimentation et de la vulgarisation agricoles de Tunisie
Algérie. Inspection générale de l'Agriculture, Ingénieur en Chef des Services Agricoles de l’Algérie, Chef du Service de l’Arboriculture, Membre correspondant de l’Académie d’Agriculture. Professeur d'Arboriculture commercial à l'Institut Agricole d'Algérie. Consultant et contributeur de la FAO.
France. Vice président de la Société Nationale d'Horticulture de France.
Décès le 12 février 1977 (83 ans) à Trappes.

## Publications
- Manuel du planteur tunisien avec en appendice Principes fondamentaux de la taille des arbres fruitiers. Tunis. Office de l'expérimentation et de la vulgarisation agricoles. 242 p. 1935[4].
- H. Rebour, M. Lescuyer, H. Cottier. La Tunisie économique. L'arboriculture fruitière, les forêts, l'élevage  Paris, L'Encyclopédie coloniale et maritime, fasc. n°8. 22 p. 1937[5].
- La taille des arbres fruitiers en Afrique du nord. Tunis. Impr. J. Aloccio. 1937.
- (Préface de M. Barbut). La culture rationnelle de la pomme de terre en Algérie en 1945-1946: les rendements les plus élevés par les moyens les plus simples. Alger : Impr. P. Guiauchain, Documents et renseignements agricoles n° 115. 14 p. 1945[6].
- Variétés fruitières à cultiver en Algérie. Alger. Impr. de P. Guiauchain. 16 p. 1945[7].
- H. Laby (avec la collab. de) H. Rebour.  A.B.C. du tailleur d'arbres fruitiers. Alger. impr. de P. Guiauchain. 16 p. 1946[8].
- La culture de la patate douce en Algérie. Alger. Impr. P. Guiauchain. 45 p. 1946[9]
- Variétés fruitières à cultiver en Algérie. Alger : impr. de P. Guiauchain, Documents et Renseignements agricoles n° 119. 16 p. 1945[10].
- Plan de l'étude d'un projet de plantation.  Alger Impr. P. Guiauchain. 7 p. 1946[11].
- Note présentée par H. Rebour à l'Académie d'Agriculture. Première notes sur l'évolution du Capnodis Tenebrionis L. et afficacité d'une nouvelle méthode de lutte. Paris. Académie d'agriculture de France. 1947[12].
- Principes généraux de la taille des arbres fruitiers. Casablanca: La Revue française de l'oranger, 1947[13].
- H. Rebour et A. Hauville. Etude du climat algérien en vue de déterminer les zones les plus favorables au séchage des fruits. Alger. Ann. Inst. Agr. Algérie, 1951[14].
- L’arboriculture fruitière en Algérie. Alger. Rev. Hort. Algerie, Vol. 55, pp. 269-83, 1951[14].

- H. Rebour et Auguste Chevalier. Les cultures fruitières d'Algérie. État actuel. Perspectives d'avenir.  Revue internationale de botanique appliquée et d'agriculture tropicale. pp. 474-479. 7 p. 1952[15].
- Les essais comparatifs de productivité en arboriculture fruitière. Alger : Imp. Barbry 48 p. 1952[16].
- Densité des plantations dans les cultures fruitières. Alger. Rev. Hort. Algérie, Vol. 56, pp. 316-23. 1952[14].
- Quelles espèces fruitières planterons-nous cet hiver ? Alger. Impr. de P. Guiauchain. 15 p. 1952[17].
- M. Deloye et H. Rebour. Les journées d’Irrigation d’Orléansville. Alger. Revue Agricole de l'Afrique du Nord n° 6. 22 p. 1953[18].
- Plantez des amandiers. Alger, Chambre d'agriculture du département d'Alger. Impr.  J. Carbonel. 15 p.
- Le Verger méditerranéen, Midi de la France et Afrique du Nord, techniques modernes de la production fruitière. Paris 206 p. 1955[19].
- M. Deloye et H. Rebour (Préface de Georges Vialas). La conservation de la fertilités sols. Collection des techniques agricoles méditerranéennes, Alger : La Diffusion du livre.1953[20]. Paris: La Maison rustique. 3e éd. (entièrement revue et mise à jour),  167 p. 1958.
- M. Deloye et H. Rebour (Préface par Marcel Barbut). L'Irrigation en grande culture: préparation et réalisation d'un projet d'irrigation. Alger. la Diffusion du livre, 1953[13] (Préface de M. Trintignac). 2e éd. entièrement révisée. Paris. La Maison rustique, 1958[13].
- Considérations sur quelques problèmes posés par la mise en valeur agricole de la vallée de la Medjerda. République tunisienne. Commissariat à la mise en valeur de la vallée de la Medjerda. 1958
- Le verger méditerranéen, midi de la France et Afrique du Nord : Tome I, Arboriculture générale : Techniques modernes de la production fruitière. Tome II, Arboriculture spéciale : techniques modernes de la production fruitière. Alger. France-Alger éditions, 1955[13].
- H. Rebour et M. Deloye. Méthodes modernes des irrigations de surface et par aspersion. Paris. la Maison rustique, 232 p. 1971.

### Agrumes
- Les agrumes en Afrique du Nord, Alger, Union des syndicats de producteurs d'agrumes d'Algérie. 427 p. 1945[21]. 3e réed. revue et mise à jour 502 p. 1950, 1953[22].
- Manuel du planteur Nord-Africain. Alger. Union des Syndicats des Producteurs d'Agrumes. Inspection générale et direction de l'agriculture. Service de l'arboriculture. 480 p. 3e éd., entièrement revue. et modifiée. Illustré. 1947.
- La culture des agrumes en Algérie. Série économique : agriculture n°49.4 p. 1948[23].
- Les agrumes : Manuel de culture de citrus pour le bassin méditerranéen. Paris. Baillière . 288 p. 4e éd. 1957 -  Les Agrumes : manuel de culture des citrons pour le Bassin méditerranéen. 278 p. 5e éd. entièrement refondue et mise à jour 1966[24].
- Fruits méditerranéens autres que les agrumes. Paris. La Maison Rustique. 330 p. 1968[25].

### Olivier
- Aide-mémoire du tailleur d'oliviers. Alger. Impr. de P. Guiauchain. 24 p. 1946[26].
- Situation actuelle de l'oléiculture en Algérie : importance de l'oléiculture en Algérie. Alger : Société nationale des entreprises de presse, 6 p. 1948[13].
- F.P. Pansiot et H. Rebour. Amélioration de la culture de l'olivier. Rome. Etudes agricoles de la FAO, n°. 50. 252 p. 1960[27].
- F.P. Pansiot, Paul Fernand et H. Rebour. Improvement in olive cultivation. Rome. FAO agricultural studies n° 50.1961[28].

### Palmier dattier
- Le dattier en Tunisie. Tunis. Bulletin de la Directeur Générale de l’Agriculture, Tunis. 1933.
- Ecologie du dattier en Afrique du Nord. Paris. FOM, Vol. 2, n°10, pp. 314-17. 1947.
- La fécondations du palmier dattier. Tunis. Office Tunisien de Standardisation, OTUS, Bulletin d’Information n°7, pp. 21-22. 1947[14].

## Anthologie
- C. Didier. La culture des agrumes en Irak. Fruits - vol. 39, n° 3, 1984[29]

« H . Rebour disait : Le vent est l'ennemi numéro un des agrumes. Mais ce jugement ne porte que sur les vents ayant déjà atteint une certaine force. »